# Vattenbrunn

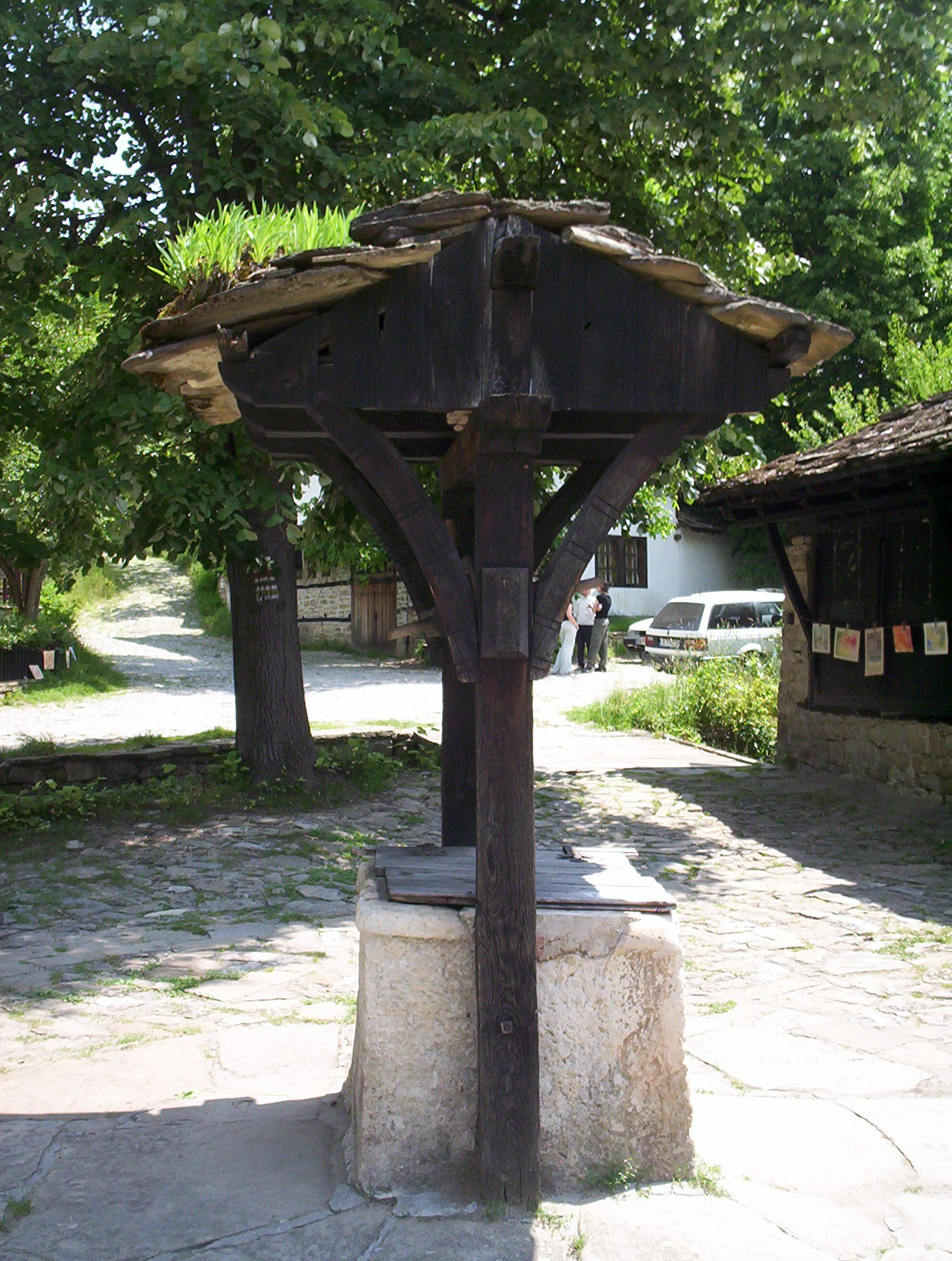
Brunn

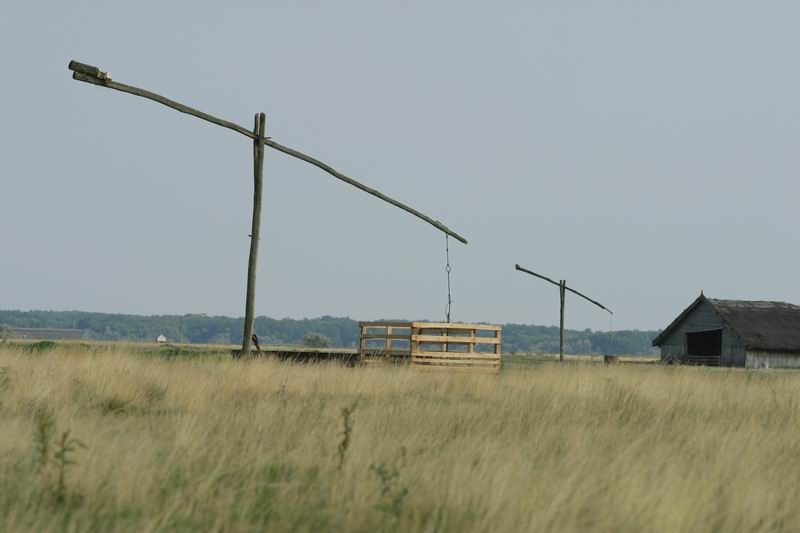
Gammal brunn, där man drar upp vattnet med hjälp av en brunnssvängel, med hjälp av hävstångsprincipen

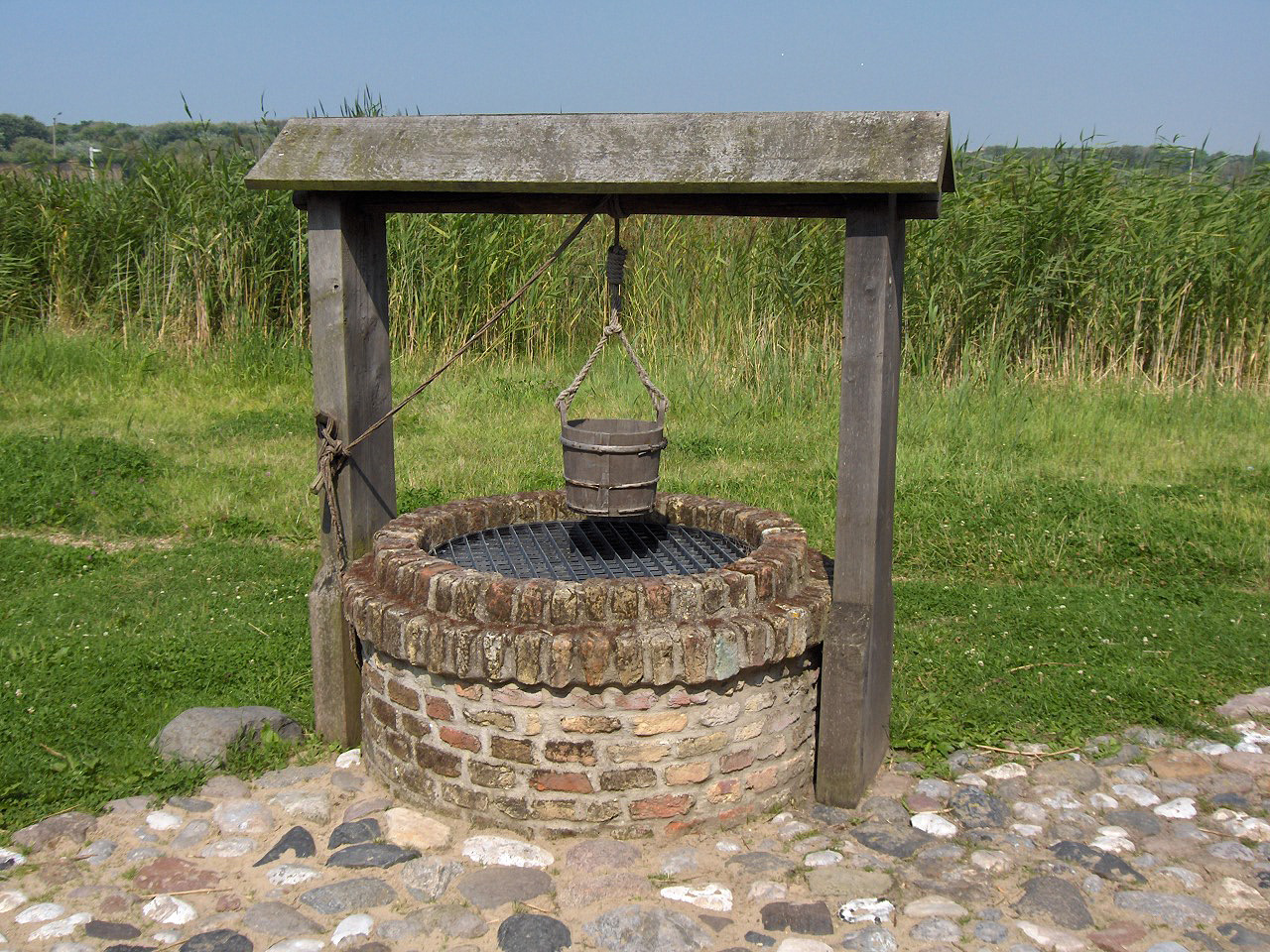
Belgisk brunn med brunnsvinda

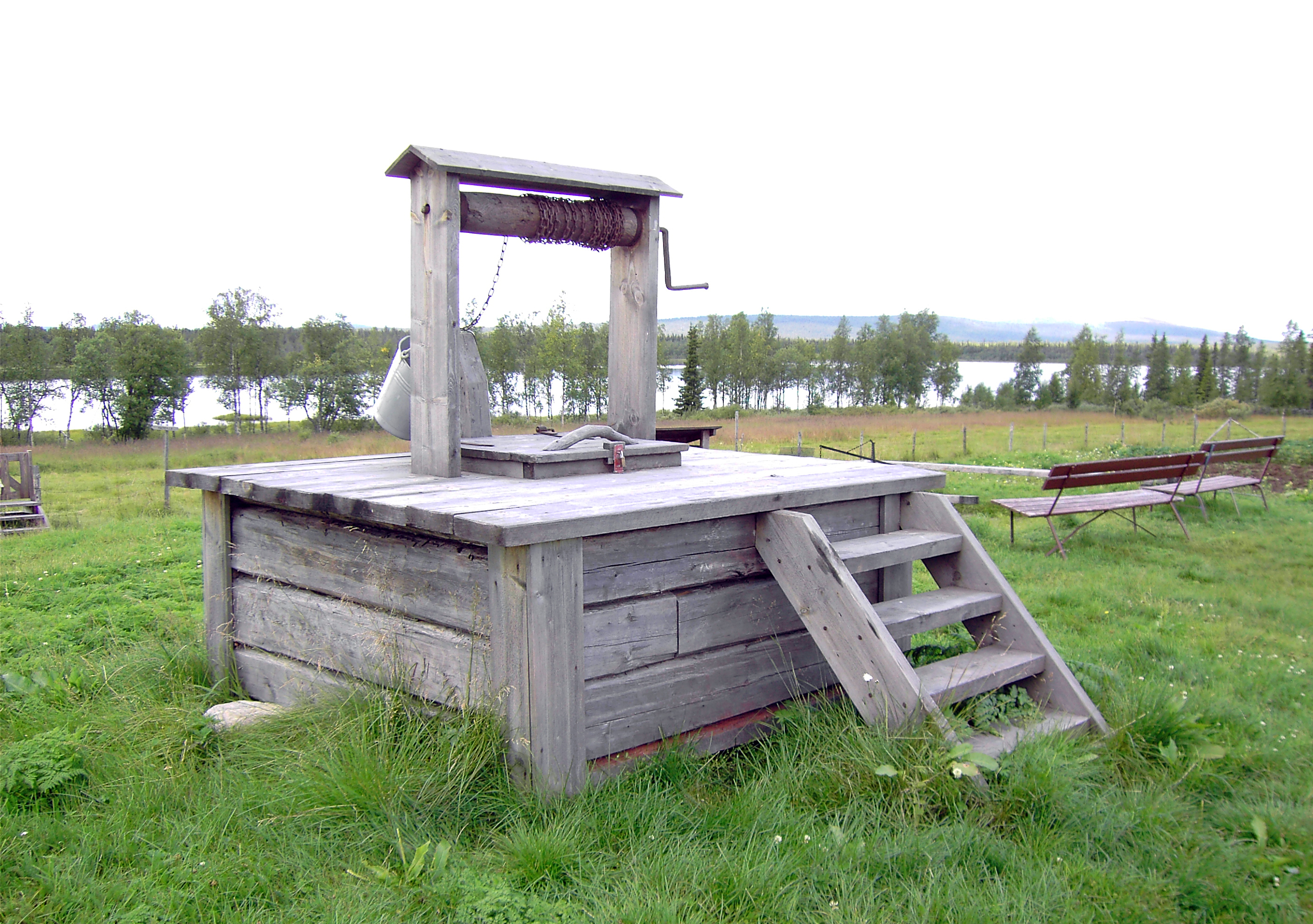
Gårdsbrunn, Lappland

En vattenbrunn är ett grävt eller borrat hål i marken ur vilket man utvinner vatten.

## Historik
Ursprungligen bestod brunnarna ofta av naturliga källor där vattenflödet byggdes in med enkla medel, till exempel brunnskar i trä. Man hade flera olika sätt att uppfordra vattnet och en vanlig metod var att använda sig av en brunnssvängel. Man sänkte ner hinken i brunnen och fick det lättare att dra upp den, i och med att det fanns en tyngd fäst vid andra änden av brunnssvängeln. Så småningom övergick man till brunnsvindor med vars hjälp en vattenfylld hink kunde vevas upp. I takt med att elektriciteten byggdes ut anslöts brunnarna med rör till fastigheten där en elektrisk, tryckstyrd pump uppfordrade vattnet som lagrades i en hydrofor. Detta sätt är fortfarande mycket vanligt i bygder där man inte har ett centralt vattenverk med ledningsnät.

## Brunnstyper

### Grävd brunn
I Sverige är det mycket vanligt med grävda brunnar, även kallade schaktbrunnar. Man grävde eller schaktade tills man stötte på grundvatten. Ursprungligen förhindrade man brunnens väggar från att rasa igen genom att stensätta dem, men numer används oftast betongringar. Väggarna måste vara så täta som möjligt för att inte ytvatten, som kan förorena brunnsvattnet, ska läcka in i brunnen.

### Bergbrunn
En annan vanlig typ av brunn, som numer till stor del ersätter schaktade brunnar, är bergbrunnen. För förbrukning på upp till några kubikmeter vatten per dygn är bergbrunnen fullt tillräcklig. Den består av ett i berg eller mark borrat hål där läckage förhindras med ett rör. Borrhålet är normalt fodrat i sin övre del med ett stålrör, för att förhindra ras eller inträngning av ytvatten. I brunnens borrade hål sänker man numera ofta ner en sänkbar pump vilken pumpar upp vattnet till ytan, via en ansluten plastledning. En annan lösning är att låta pumpen stå ovan jord och suga eller trycka upp vattnet med en extra matarslang med ejektormunstycke i sin nedre ände.

## Brunnsregister
I Sverige registreras alla brunnar av Sveriges geologiska undersökning enligt Lagen om uppgiftsskyldighet, SFS 1975:424 och SFS 1985:245.